# María de Cazalla
María de Cazalla (Palma del Río, Córdoba, 1487-Guadalajara, mediados del siglo XVI) fue una religiosa española perteneciente al círculo heterodoxo de espirituales denominado "alumbrados", que, aunque su contenido teológico no está del todo aclarado, se ha propuesto como una de las primeras recepciones del protestantismo en España.

## Biografía

### Familia Cazalla

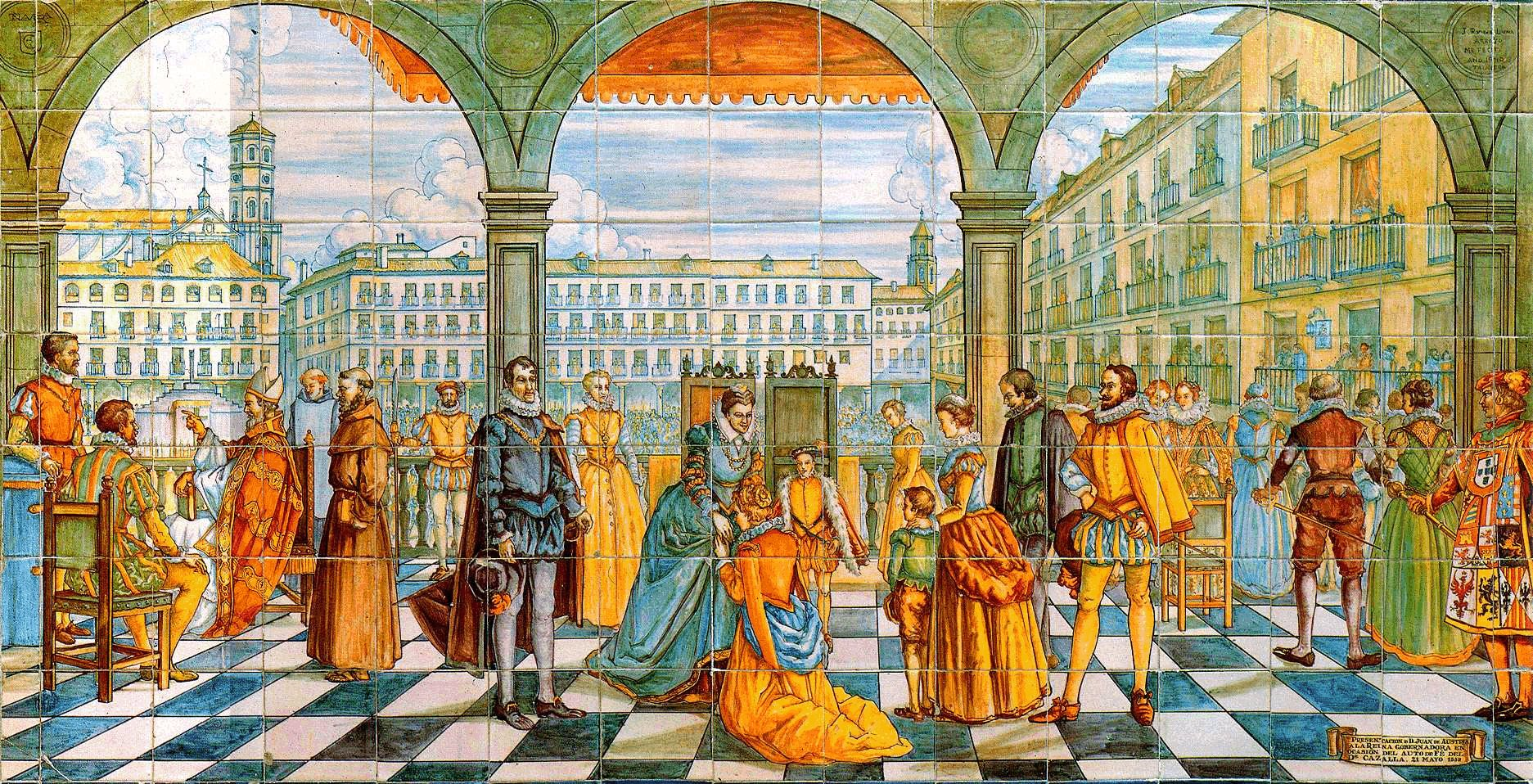
Auto de fe del doctor Cazalla, en Valladolid.

Pertenecía a la familia Cazalla, un ejemplo de la burguesía rica y culta, de origen judeoconverso, en la que abundaban letrados y teólogos; muchos de ellos fueron (más de veinte años después que María) procesados en los autos de fe de Valladolid de 1559. Especialmente destacado fue el "doctor Cazalla", Agustín de Cazalla, predicador y capellán de Carlos V, junto con sus hermanos Francisco, Beatriz y Pedro (hijos de Pedro de Cazalla, contador real, y Leonor de Vivero). Su casa de Valladolid fue derribada y en el solar colocado un padrón de ignominia, porque los hereges Luteranos se juntaban en ellas a hacer conventículos contra nra Stª fe católica.
Para esa fecha, María, tía de Agustín, ya no aparece en el proceso. Quizá ya había muerto, como otro de sus hermanos: Juan de Cazalla, obispo humanista y erasmista, antiguo capellán del cardenal Cisneros, que intervino en los estudios de Agustín en la Universidad de Alcalá. También era hermana del médico Diego de Cazalla, de Palma del Río.

### Vida familiar
Vivió la mayor parte de su vida en Horche y Guadalajara. Era hija de Isabel de Cazalla, criada de Luis Fernández Portocarrero (VII señor de Palma del Río) y sobrina de Alonso de Cazalla, su mayordomo. Se casó con Lope de Rueda, un prominente burgués de Guadalajara. Fue madre de seis hijos, aunque inicialmente rechazaba el contacto carnal por consejo de la beata Mari Núñez, quien la terminó denunciando a la Inquisición.

### Cazalla y los alumbrados de Guadalajara
El movimiento de los alumbrados ocupaba un espacio para la Inquisición, ya que consideraban heterodoxos a algunos de ellos (pero no a todos), a otros los reconocían como conversos y confundían algunas de sus creencias con el luteranismo.

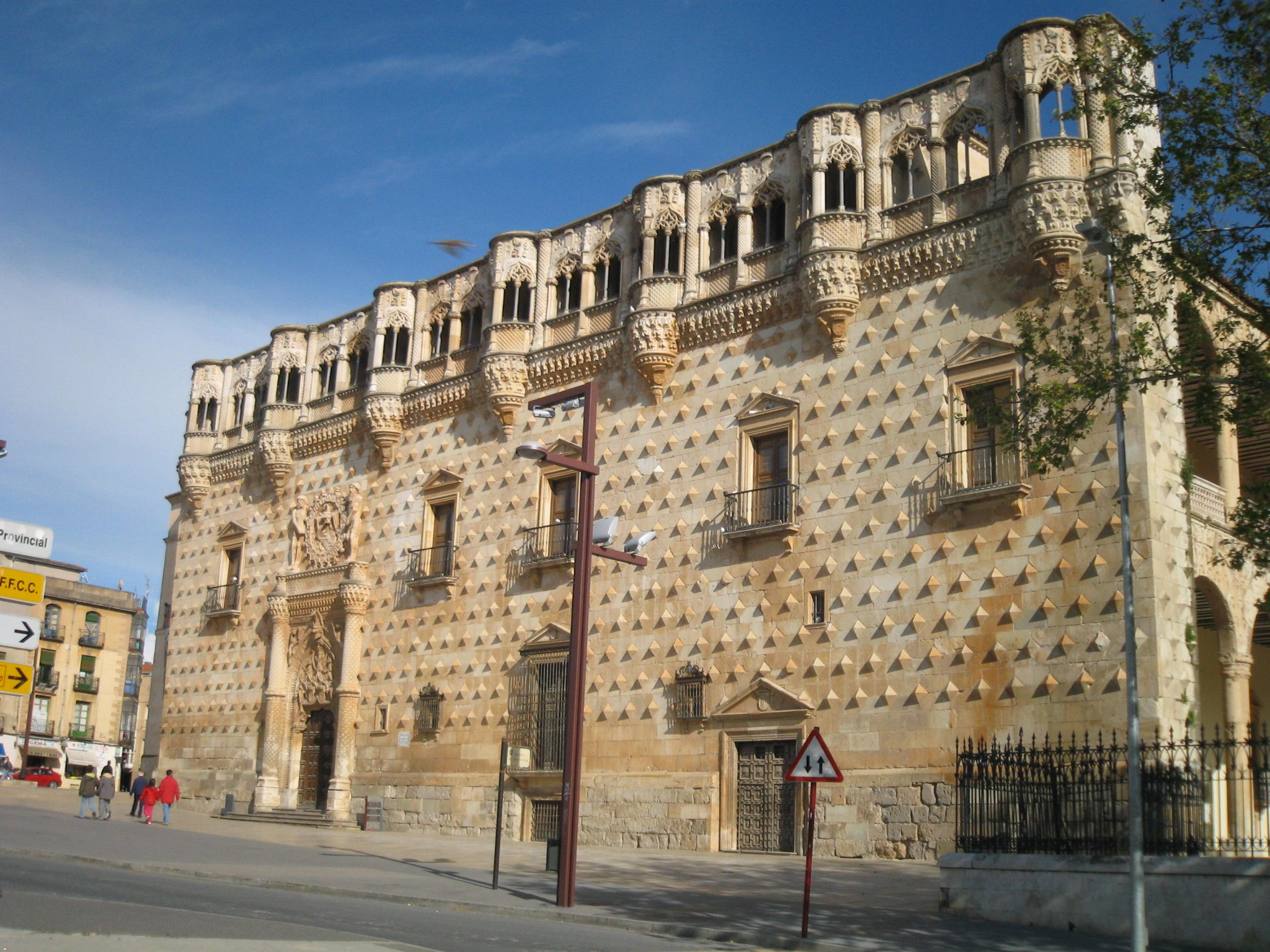
Palacio del Infantado, el de los Mendoza en Guadalajara.

Junto a su hermano Juan y su marido, María se relacionaba con Brianda de Mendoza, Isabel de Aragón y Mencía de Mendoza, de la poderosa familia Mendoza, que presidían la vida social de esa ciudad.
Se acercó a la espiritualidad del franciscanismo, en la que profundizó a través de conversaciones con los hermanos del convento de la Salceda. En 1519 se distanció de la beata Mari Núñez, pasando a recibir la influencia de Isabel de la Cruz, al igual que hizo otro miembro de su círculo, Pedro Ruiz de Alcaraz. Entre las dos Marías surgió una enemistad tan violenta y personal que los Cazalla decidieron trasladarse a Horche, y Mari Núñez denunció a Isabel y a su grupo a la Inquisición. La opinión de la Cazalla sobre la Núñez era evidente: Mujer mentirosa y alborotadora de pueblos e rebolvedora de casas que debaxo de color de virtuosa y santa era viciosa de muchas maneras.
María Arias y su marido Alfonso de la Cerda son considerados seguidores de María de Cazalla. Ella escribió un libro de comentarios bíblicos, en colaboración con Juan Cazalla (que lo tradujo al latín), muy alabado por Felipe Melanchton en la Dieta de Augsburgo (1530).

## Ideas religiosas y proceso inquisitorial
Qué ceguedad es esta de las gentes que te determinan lugares donde estés, siendo infinito: que te buscan en un templo de cantos y en sí propios, que son templos vivos, no te hallan ni te buscan.
María de Cazalla, dirigiéndose a Dios.

María de Cazalla llegó a la convicción de la necesidad de una vida religiosa más íntima y personal, alejada de la superficialidad externa. Valoraba la oración mental, no le satisfacían sacramentos como la confesión ni la comunión y criticaba los costosos ornamentos del culto. Se burlaba de las devociones habituales y de las mujeres que las seguían (las llamaba "miseras" y "papamisas"), considerando que "mejor estaban hilando en su casa". En una ocasión, en que se vio forzada a comprar una bula, dijo con el documento en la mano: ¡Mirad que traigo de cristiandad comprada!.
La descripción que ella misma hace de su vida sexual y afectiva, y las consecuencias morales y teológicas que extrajo de ello, es muy significativa: todos los hijos... que había parido, los había concebido sin delectación e que no los quería más que a los hijos de sus vecinos e que menospreciaba el estado de virginidad porque decía que merescía más en el estado del matrimonio pues no sentía delectación en el acto carnal. ... Estando con su marido en la cama estaba más cerca de Dios que con cualquier oración del mundo.
Al abrirse el proceso contra los alumbrados de Toledo, fue interrogada por la Inquisición en 1525 y entró en prisión en 1532. Su proceso duró hasta diciembre de 1534, y en él se conjuntaron luteranismo, erasmismo y alumbrados. Fue sometida al potro y la toca, y la mantuvieron amordazada parte del tiempo de su cautiverio. Finalmente fue absuelta de los cargos más graves, sometida a vergüenza pública en una iglesia de Guadalajara y multada con cien ducados, prohibiéndosele mantener contacto con sus antiguas relaciones.